# Morrill megye
Morrill megye az Amerikai Egyesült Államokban, azon belül Nebraska államban található. Megyeszékhelye és legnagyobb városa Bridgeport. Lakosainak száma 4555 fő (2020. április 1.). Morrill megye Box Butte, Cheyenne, Scotts Bluff, Banner, Sheridan és Garden megyékkel határos.

## Népesség
A megye népességének változása:
| Lakosok száma | 5039 | 4934 | 4892 | 4908 | 4854 | 4555 |
|               | 2010 | 2011 | 2012 | 2013 | 2015 | 2020 |